# Trimezia exillima
Trimezia exillima är en irisväxtart som beskrevs av Pierfelice Ravenna. Trimezia exillima ingår i släktet Trimezia och familjen irisväxter. Inga underarter finns listade i Catalogue of Life.